# 城子村
城子村，是位于中华人民共和国云南省红河哈尼族彝族自治州泸西县永宁乡南部的一个彝汉杂居的自然村，隶属永宁行政村，距离泸西县城25公里:130。城子村已有600多年的历史，相传古代云南白勺部的彝民最早定居于此，曾用一棵树的枝叶搭建了二十四间土掌房，容纳二十四户人家，从此长久居住下来。随着大量汉族移民迁入，至明成化年间，土司昂贵在此建造土司衙门，形成城子，“城子村”便由此得名:26。
城子村较为完整地保留了具有300多年历史的600多幢土掌房，他们依山而建，用泥土筑就屋顶，上下连通，左右相连。下家屋顶即为上家的庭院，层层相叠直达山顶，层叠最多的处有17台，形似梯田，被誉为中国民居建筑的“活化石”:130。2012年，城子村被评为首批“中国传统村落”，2019年被列为“中国历史文化名村”。